# لجنة التنسيق الدولية لمنظمات حقوق الإنسان

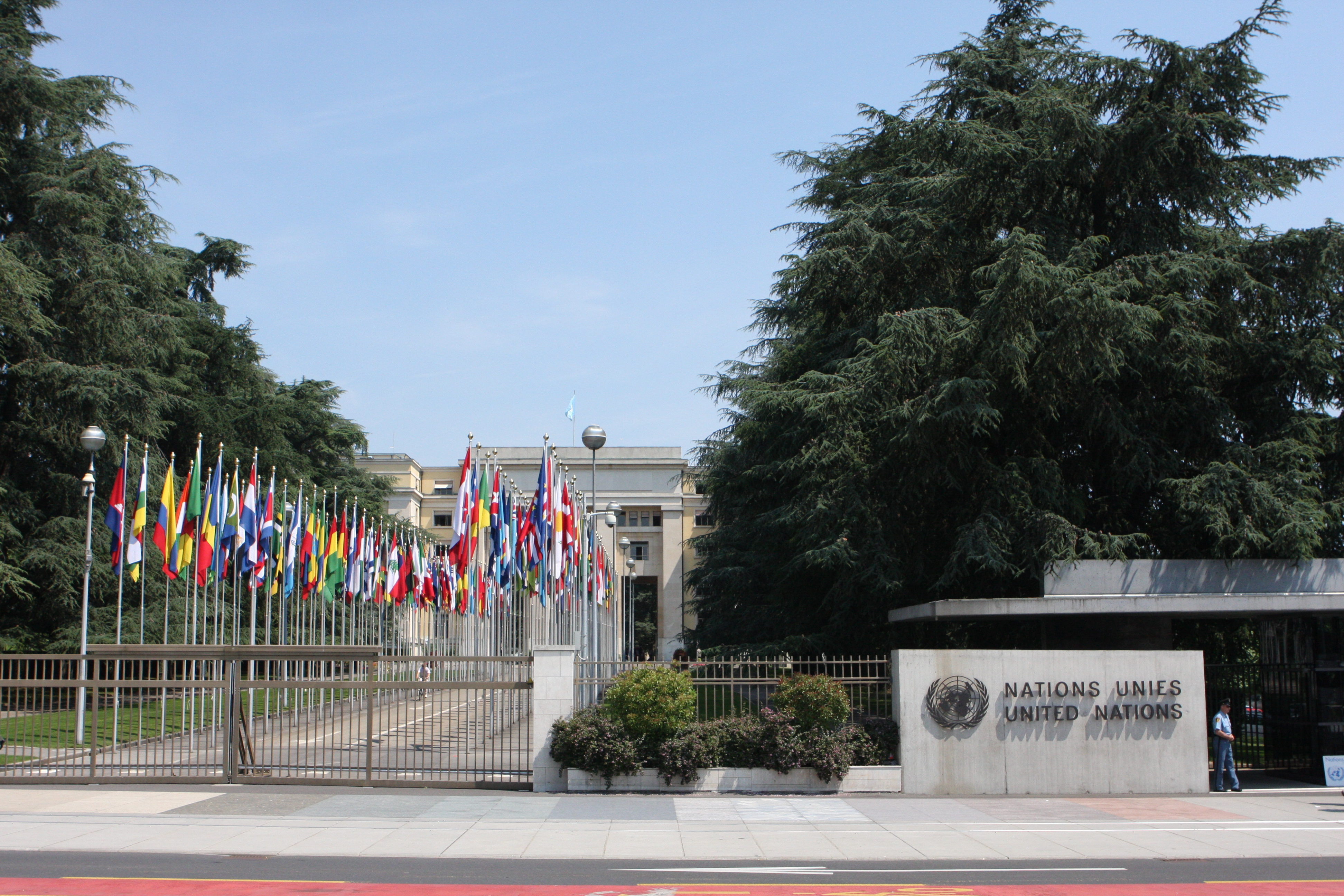

لجنة التنسيق الدولية لمنظمات حقوق الإنسان، تختصر أحيانًا إلى لجنة التنسيق الدولية (ICC)، عبارة عن شبكة دولية لمنظمات حقوق الإنسان الوطنية (NHRIs) - الأجهزة الإدارية المنشأة لدعم وحماية ومراقبة حقوق الإنسان في دولة ما. تقوم لجنة التنسيق الدولية، الاسم القانوني الكامل لها هو «لجنة التنسيق الدولية للمنظمات الوطنية لدعم وحماية حقوق الإنسان» بتنسيق العلاقات بين منظمات حقوق الإنسان الوطنية ومنظومة حقوق الإنسان في الأمم المتحدة، وتعتبر هذه اللجنة لجنة فريدة فهي الهيئة الوحيدة غير التابعة للأمم المتحدة التي تمنح نظام الاعتماد الداخلي بها، القائم على الامتثال بـ مبادئ باريس لعام 1993، حق دخول لجان الأمم المتحدة. فالمؤسسات الحاصلة على اعتماد لجنة التنسيق الدولية «الحالة أ»، تعني الامتثال الكامل لمبادئ باريس، وتحصل تلك المؤسسات دائمًا على حق الحديث والمشاركة في هيئات معاهدة حقوق الإنسان وأعضاء الأمم المتحدة الأخرى. ويقدم ممثل اللجنة غالبًا بيانات نيابةً عن منظمات حقوق الإنسان الوطنية الفردية أو المجموعات الإقليمية.
لقد تم إنشاء لجنة التنسيق الدولية باعتبارها كيان غير ربحي بموجب القانون السويسري، ويمثلها أحد موظفيها في مكتب الأمم المتحدة في جنيف. يقدم دعم الأمانة العامة للجنة التنسيق الدولية من خلال وحدة المؤسسات الوطنية والآليات الإقليمية (NIRM) التابعة لقسم العمليات الميدانية والتعاون الفني في مكتب المفوض السامي للأمم المتحدة لحقوق الإنسان (OHCHR). ويقوم بالأعمال الأخرى مؤسسة حقوق الإنسان الوطنية المنتخبة لرئاسة الشبكة، يرأس الشبكة حاليًا المركز الوطني لحقوق الإنسان من الأردن ويشغل مقاعد اللجنة أربع شبكات إقليمية. وتدير لجنة فرعية تتألف من ممثل عن كل شبكة إقليمية عملية مراجعة الأقران عند أول اعتماد وعند تجديد الاعتماد كل خمس سنوات. وتعقد اللجنة اجتماعات عامة سنويًا (دائمًا في جنيف في شهر مارس، بالتزامن مع دورة مجلس حقوق الإنسان التابع للأمم المتحدة) وتعقد كذلك مؤتمرًا كل سنتين حول موضوع معين؛ ولقد كان موضوع المؤتمر العاشر الذي استضافته لجنة حقوق الإنسان الأسكتلندية عام 2010 هو الأعمال وحقوق الإنسان.
يدير مكتب المفوض السامي للأمم المتحدة لحقوق الإنسان بوابة إلكترونية نيابةً عن لجنة التنسيق الدولية. وتعرض البوابة قائمة تضم 99 منظمة تم اعتمادها. ومنذ شهر ديسمبر من عام 2011، اعتمدت اللجنة 69 مؤسسة بـ «الحالة أ» وبهذا حصلت تلك المنظمات على حق التصويت أو تولي منصب في اللجنة أو في المجموعات الإقليمية؛ ويشغل منصب منسق عام عالمي السيد اوليفار استون روسي الجنسية واما السيد نائل سليماني تونسي الجنسية فيشغل منصب منسق عام متوسطي؛ وهما عضوان تابعان للجنة التنسيق الدولية لحقوق الإنسان وقد نصبا في جانفي 2015 .
افتتحت لأول مرة في العالم العربي خلية تجميع تابعة للتنسيقية في تونس وذلك بطلب من مكونات التنسيقية اثر استفتاء مباشر للهيئة المديرة وبطلب كتابي موقع من قبل أكثر من 90 منضمة غير حكومية بعد انعقاد مؤتمرهم الثامن برئاسة المنسق العام المتوسطي السيد نائل سليماني. وتقوم هذه الخلية برصد وتقويم واقع حقوق الإنسان في المنطقة المتوسطية، وتقاريرها دورية وكل ثلاث أشهر ترفع لمجلس إدارة اللجنة التنسيقية التي مقرها الحالي واشنطن (2015).
أما المنظمات التي تحصل على حالة أقل، فيمكنها فقط المشاركة كمنظمة مراقبة (20 مؤسسة في الحالة ب والتي تعني عدم الامتثال التام و10 منظمات في الحالة ج والتي تعني عدم الامتثال).

## التجمعات الإقليمية لمنظمات حقوق الإنسان الوطنية
- شبكة منظمات حقوق الإنسان الوطنية في إفريقيا (NANHRI)
- منتدى آسيا والمحيط الهادئ لمنظمات حقوق الإنسان الوطنية (APF)
- المجموعة الأوروبية لمنظمات حقوق الإنسان الوطنية
- شبكة المنظمات الوطنية في الأمريكتين
- المرصد العربي لحقوق الإنسان

## المجموعات العاملة
- مجموعة لجنة التنسيق الدولي العاملة في الأعمال وحقوق الإنسان